# Sertânia (kommun)
Sertânia är en kommun i Brasilien.   Den ligger i delstaten Pernambuco, i den östra delen av landet, 1 400 km nordost om huvudstaden Brasília. Antalet invånare är 33 723.
Följande samhällen finns i Sertânia:
- Sertânia

Omgivningarna runt Sertânia är huvudsakligen savann. Runt Sertânia är det glesbefolkat, med 10 invånare per kvadratkilometer.